# Feels Like Home (album của Norah Jones)
Feels Like Home là album phòng thu thứ hai của nghệ sĩ thu âm người Mỹ Norah Jones, phát hành ngày 10 tháng 2 năm 2004 bởi Blue Note Records. Nó được phát hành sau hai năm kể từ thành công đột phá của album phòng thu trước, Come Away with Me (2002). Album là sự kết hợp giữa những âm thanh jazz và đồng quê với sự tham gia sản xuất của Jones và Arif Mardin, cộng tác viên quen thuộc của cô trong album trước. Họ đã cùng nhau sản xuất tất cả các bài hát trong album.
Sau khi phát hành, Feels Like Home nhận được những phản ứng tích cực từ các nhà phê bình âm nhạc, và chiến thắng một giải Grammy ở hạng mục Trình diễn giọng pop nữ xuất sắc nhất với "Sunrise". Ngoài ra, nó cũng nhận được hai đề cử khác cho Album giọng pop xuất sắc nhất và Hợp tác giọng Đồng quê xuất sắc nhất" với "Creepin' In" (hợp tác với Dolly Parton). Bên cạnh những đề cử giải Grammy, album cũng nhận được đề cử giải thưởng Âm nhạc Mỹ cho Album Pop/Rock được yêu thích nhất và giải thưởng âm nhạc Billboard cho Top Billboard 200 Album.
Về mặt thương mại, nó ra mắt ở vị trí số một trên bảng xếp hạng Billboard 200 với 1,022,000 bản, trở thành album quán quân thứ hai liên tiếp của Jones tại đây và là một trong những album có doanh số tuần đầu cao nhất trong lịch sử bảng xếp hạng kể từ kỷ nguyên Nielsen SoundScan. Trên thị trường quốc tế, Feels Like Home đã gặt hái những thành công vượt trội, đừng đầu các bảng xếp hạng ở hầu hết những nơi nó xuất hiện, bao gồm Áo, Bỉ, Canada, Đan Mạch, Hà Lan, Pháp, Đức, Ireland, Ý, New Zealand, Na Uy, Ba Lan, Bồ Đào Nha, Thụy Điển, Thụy Sĩ và Vương quốc Anh, cũng như lọt vào top 5 ở những quốc gia khác. Tính đến nay, album đã bán được hơn 12 triệu bản trên toàn thế giới.

## Danh sách bài hát
| STT              | Nhan đề                                  | Sáng tác                    | Thời lượng |
| ---------------- | ---------------------------------------- | --------------------------- | ---------- |
| 1.               | "Sunrise"                                | Norah Jones, Lee Alexander  | 3:20       |
| 2.               | "What Am I to You?"                      | Jones                       | 3:29       |
| 3.               | "Those Sweet Words"                      | Alexander, Richard Julian   | 3:22       |
| 4.               | "Carnival Town"                          | Jones, Alexander            | 3:12       |
| 5.               | "In the Morning"                         | Adam Levy                   | 4:07       |
| 6.               | "Be Here to Love Me"                     | Townes Van Zandt            | 3:28       |
| 7.               | "Creepin' In" (hợp tác với Dolly Parton) | Alexander                   | 3:03       |
| 8.               | "Toes"                                   | Jones, Alexander            | 3:46       |
| 9.               | "Humble Me"                              | Kevin Breit                 | 4:36       |
| 10.              | "Above Ground"                           | Andrew Borger, Daru Oda     | 3:43       |
| 11.              | "The Long Way Home"                      | Kathleen Brennan, Tom Waits | 3:13       |
| 12.              | "The Prettiest Thing"                    | Jones, Alexander, Julian    | 3:51       |
| 13.              | "Don't Miss You at All"                  | Jones, Duke Ellington       | 3:06       |
| Tổng thời lượng: | Tổng thời lượng:                         | Tổng thời lượng:            | 46:26      |

## Xếp hạng
| Bảng xếp hạng (2004)                     | Vị trí cao nhất |
| ---------------------------------------- | --------------- |
| Album Úc (ARIA)                          | 2               |
| Album Áo (Ö3 Austria)                    | 1               |
| Album Bỉ (Ultratop Vlaanderen)           | 1               |
| Album Bỉ (Ultratop Wallonie)             | 1               |
| Album Canada (Billboard)                 | 1               |
| Album Đan Mạch (Hitlisten)               | 1               |
| Châu Âu (Billboard)                      | 1               |
| Album Hà Lan (Album Top 100)             | 1               |
| Album Phần Lan (Suomen virallinen lista) | 2               |
| Album Pháp (SNEP)                        | 1               |
| Đức (Offizielle Top 100)                 | 1               |
| Album Hy Lạp (IFPI)                      | 3               |
| Album Hungaria (MAHASZ)                  | 18              |
| Album Ireland (IRMA)                     | 1               |
| Album Ý (FIMI)                           | 1               |
| Nhật Bản (Oricon)                        | 4               |
| Album New Zealand (RMNZ)                 | 1               |
| Album Na Uy (VG-lista)                   | 1               |
| Album Ba Lan (ZPAV)                      | 1               |
| Album Bồ Đào Nha (AFP)                   | 1               |
| Album Scotland (OCC)                     | 1               |
| Tây Ban Nha (PROMUSICAE)                 | 3               |
| Album Thụy Điển (Sverigetopplistan)      | 1               |
| Album Thụy Sĩ (Schweizer Hitparade)      | 1               |
| Album Anh Quốc (OCC)                     | 1               |
| Album Hoa Kỳ Billboard 200               | 1               |

| Bảng xếp hạng (2004)                     | Vị trí |
| ---------------------------------------- | ------ |
| Australian Albums (ARIA)                 | 10     |
| Austrian Albums (Ö3 Austria)             | 1      |
| Belgian Albums (Ultratop Flanders)       | 2      |
| Belgian Albums (Ultratop Wallonia)       | 4      |
| Danish Albums (Hitlisten)                | 2      |
| Dutch Albums (MegaCharts)                | 1      |
| European Albums (Billboard)              | 1      |
| Finnish Albums (Suomen virallinen lista) | 21     |
| French Albums (SNEP)                     | 4      |
| German Albums (Offizielle Top 100)       | 2      |
| Hungarian Albums (Mahasz)                | 89     |
| Irish Albums (IRMA)                      | 20     |
| Italian Albums (FIMI)                    | 10     |
| Japanese Albums (Oricon)                 | 55     |
| New Zealand (Recorded Music NZ)          | 3      |
| Swedish Albums (Sverigetopplistan)       | 4      |
| Swiss Albums (Schweizer Hitparade)       | 2      |
| UK Albums (OCC)                          | 8      |
| US Billboard 200                         | 5      |
| Worldwide (IFPI)                         | 2      |
| Bảng xếp hạng (2005)                     | Vị trí |
| Belgian Albums (Ultratop Flanders)       | 40     |
| Dutch Albums (MegaCharts)                | 33     |
| US Billboard 200                         | 126    |

| Bảng xếp hạng (2000-09)   | Vị trí |
| ------------------------- | ------ |
| Dutch Albums (MegaCharts) | 3      |
| US Billboard 200          | 58     |

## Chứng nhận
| Quốc gia                                                                           | Chứng nhận  | Số đơn vị/doanh số chứng nhận |
| ---------------------------------------------------------------------------------- | ----------- | ----------------------------- |
| Úc (ARIA)                                                                          | 3× Bạch kim | 210.000^                      |
| Áo (IFPI Áo)                                                                       | 3× Bạch kim | 90,000*                       |
| Bỉ (BEA)                                                                           | 2× Bạch kim | 100.000*                      |
| Brasil (Pro-Música Brasil)                                                         | Vàng        | 50.000*                       |
| Canada (Music Canada)                                                              | 4× Bạch kim | 400.000^                      |
| Đan Mạch (IFPI Đan Mạch)                                                           | Vàng        | 20.000^                       |
| Phần Lan (Musiikkituottajat)                                                       | Vàng        | 16,000                        |
| Pháp (SNEP)                                                                        | 2× Bạch kim | 802,000*                      |
| Đức (BVMI)                                                                         | 3× Bạch kim | 900.000^                      |
| Hy Lạp (IFPI Hy Lạp)                                                               | Vàng        | 10,000^                       |
| Nhật Bản (RIAJ)                                                                    | Bạch kim    | 0^                            |
| México (AMPROFON)                                                                  | Vàng        | 50.000^                       |
| Hà Lan (NVPI)                                                                      | Bạch kim    | 80.000^                       |
| New Zealand (RMNZ)                                                                 | 3× Bạch kim | 45.000^                       |
| Thụy Điển (GLF)                                                                    | Bạch kim    | 60.000^                       |
| Thụy Sĩ (IFPI)                                                                     | 3× Bạch kim | 120.000^                      |
| Anh Quốc (BPI)                                                                     | 3× Bạch kim | 993,632 (trong năm 2004)^     |
| Hoa Kỳ (RIAA)                                                                      | 4× Bạch kim | 4,632,000^                    |
| Tổng hợp                                                                           |             |                               |
| Châu Âu (IFPI)                                                                     | 4× Bạch kim | 4.000.000*                    |
| * Chứng nhận dựa theo doanh số tiêu thụ. ^ Chứng nhận dựa theo doanh số nhập hàng. |             |                               |